# Departamentul Potosí

Localizarea în cadrul statului

Departamentul Potosí este un departament din Bolivia. Capitala departamentului este Potosí.

## Diviziune teritorială
Departamentul este împărțit în 16 provincii.